# SIDE FORMULA
〈SIDE FORMULA〉(사이드 포뮬러)는 TWO-MIX의 16번째 싱글이다.

## 개요
〈MAXIMUM WAVE〉까지 싱글이 8cmCD로 나오다가 TWO-MIX 최초로 맥시싱글(보통 크기와 같은 크기인 12cm CD)로 발매되었으며, 10곡이 들어 있다.
양 A면 싱글로, 〈LOVE FORMULA〉는 일본 TBS계 프로그램 《랭크 왕국》의 오프닝 테마송이다. 또한 〈LAST TEARS〉는 TX계 애니메이션《자폭군》의 엔딩 테마이다.
커플링곡인 〈MAXIMUM WAVE -another possibility-〉는 오리지널 앨범에는 수록되지 않았다.
이 싱글은 오리콘 차트 최고순위 14위를 기록하였다.

## 수록곡
작사：나가노 시이나，작곡：타카야마 미나미，편곡：TWO-MIX
1. LOVE FORMULA -FREEDOM-
2. LAST TEARS -I DON'T CRY ANYMORE, AFTER YOU LEFT ME…-
3. MAXIMUM WAVE -another possibility-
4. LOVE FORMULA -FREEDOM- [TV MIX]
5. LOVE FORMULA -FREEDOM- [R-Ⅰ EDIT]
6. LOVE FORMULA -FREEDOM- [R-Ⅱ EDIT]
7. LAST TEARS -I DON'T CRY ANYMORE, AFTER YOU LEFT ME…- [TV MIX]
8. LOVE FORMULA -FREEDOM- [Instrumental]
9. LAST TEARS -I DON'T CRY ANYMORE, AFTER YOU LEFT ME…- [Instrumental]
10. MAXIMUM WAVE -another possibility- [Instrumental]

## 수록 작품
- LOVE FORMULA -FREEDOM- (싱글 버전)
  - 7th anniversary BEST
  - Categorhythm

- RHYTHM FORCE+LOVE FORMULA -FREEDOM- CUSTOM (앨범 버전)
  - RHYTHM FORMULA

※"RHYTHM FORCE"는 싱글 버전의 인트로부분을 독립시킨 곡이다.
- LOVE FORMULA -FREEDOM- (Sphere Trance Mix) (리믹스 버전)
  - BPM "DAMCE∞Ⅱ"

- LAST TEARS -I DON'T CRY ANYMORE, AFTER YOU LEFT ME…-
  - RHYTHM FORMULA
  - Categorhythm

- MAXIMUM WAVE -another possibility-
  - Categorhythm

## 같이 보기
- TWO-MIX
- 타카야마 미나미
- 나가노 시이나